# Lennart Pilotti
Lennart Umberto Pilotti, född 6 november 1912 i Matteus församling i Stockholm, död 27 maj 1981 i Högalids församling i Stockholm, var en svensk målare och skådespelare. Han var son till musikern Umberto Pilotti och gifte sig 1941 med skådespelaren Sol-Britt Agerup.
Pilotti studerade konst för Carl Wilhelmson 1928 och senare freskomålning för Augusto Conte. Hans tidiga målningar omfattade dels färgromantiska arbeten, dels abstrakta rörelser och formstudier. Han har bland annat avbildat Wättingeströmmen från Bullerön vid sitt tidiga fritidshus i Nyfors, Tyresö.
Senare kom han i beröring med den expressionistiska göteborgsskolan. Pilotti är gravsatt i minneslunden på Skogskyrkogården i Stockholm.

## Representerad
- Eskilstuna konstmuseum
- Västerås kommun

## Filmografi
- 1943 – I mörkaste Småland - som Erkas andre son
- 1944 – Prins Gustaf - som en slagskämpe
- 1968 – Pistolen - som en tavelförsäljare
- 1973 – Pistolen - som vittne på polisstation.
- 1975 – Giliap - som ovälkommen gäst
- 1980 – Mördare! Mördare!
- 1980 – Sverige åt svenskarna - som tysk munk

## Teater

### Roller (ej komplett)
| År   | Roll              | Produktion                       | Regi          | Teater                    |
| ---- | ----------------- | -------------------------------- | ------------- | ------------------------- |
| 1939 | Andre officeren   | Mitt i Europa Robert E. Sherwood | Rune Carlsten | Dramaten                  |
| 1959 |                   | Femton snören guld Zhu Sucheng   | Ellen Bergman | Uppsala-Gävle Stadsteater |
| 1961 | Andre bokhållaren | Violerna Georges Schehadé        | Sam Besekow   | Stockholms stadsteater    |